# 方虎山
方 虎山（パン・ホサン、1916年 - 没年不詳）は、朝鮮民主主義人民共和国（北朝鮮）の軍人。中国名は李天夫。
延安派の重鎮の一人であり、金日成らの満州派（パルチザン派）とは競合関係にあり恒常的な監視を受ける立場にあったが、優秀な野戦指揮官であった方虎山は、朝鮮半島統一のために創設され戦力増強を急ぐ北朝鮮軍内にあって高い作戦指導力と組織力が評価された。朝鮮戦争開戦時の朝鮮人民軍第6師団長。

## 生涯
1916年、咸鏡北道に生まれる。満州事変後に黒竜江省密山県の遊撃隊（東北抗日聯軍第4軍の前身）で活動。1936年、中国共産党に入党する。中国共産党満州省委の推薦でモスクワに送られ、東方勤労者共産大学で学んだ。
1940年頃、新疆を経由して延安に到着後は抗日軍政大学東北幹部訓練組と中共中央海外事業委員会で教育を受けた。のちに八路軍359旅に配属される。
1942年、中共中央海外委員会研究班朝鮮組に勤務。
1943年から朝鮮革命軍政学校で活動し、1945年2月に同学校の第1区隊指導員。終戦後は東北に進出し、朝鮮義勇軍第1支隊（支隊長：金雄）政治委員を務める。第1支隊はその後、東北野戦軍独立第4師（師長：王子仁）となり1948年には第166師（師長：劉子儀）となったが、方虎山は終始、政治委員を務めた。
中国は国共内戦に勝利すると軍を整理した。これにより朝鮮民族出身の人民解放軍3個師団と2個連隊が中朝秘密軍事協定（1949年3月18日）に基づいて北朝鮮に「帰国」した。人民解放軍第164師が北朝鮮第5師団、第166師が第6師団、独立第15師が第7師団（後第12師団）に改編され、八路軍出身の師団長が指揮した。
中国から北朝鮮に提供され新義州に駐屯した中国人民解放軍所属の東北義勇軍第166師は朝鮮系中国人10,000名が主体で、これを八路軍出身の方虎山が引率し訓練を行い北朝鮮第6師団とした。これら実戦経験を持つ朝鮮系中国人の部隊は北朝鮮軍の能力の向上に大きく寄与した。
北朝鮮軍第6師団は朝鮮戦争開戦劈頭の国境会戦に参加、最初に漢江を渡った北朝鮮軍となった。漢江を渡った第6師団は湖南地域を席巻した。この功績で第6師団は近衛師団の称号を与えられ、方虎山は英雄称号を授与された。
釜山を巡る戦いの前哨戦、河東峠の戦いではアメリカ軍第29連隊第3大隊を巧妙な待ち伏せ攻撃で撃退した。この時の攻撃で朝鮮戦争開戦時の韓国陸軍参謀総長だった蔡秉徳少将も戦死している。この待ち伏せは、故意に峠を開放して米軍を誘致し、一撃で壊滅させた戦闘として名高いもので、アメリカ軍は「河東の罠」と呼びあらゆる面での自戒の資としている。
釜山橋頭堡の戦いでは第25師団と交戦した。アメリカ軍第8軍は、釜山に最大の脅威を与えている馬山正面の北朝鮮軍を撃破して、軍の左側背を安全にするとともに大邱正面に集中している北朝鮮軍とソウル付近から南下中の後続部隊を馬山正面に吸引して大邱正面の圧力を緩和することを目的に、キーン支隊を編成して反撃を開始した。キーン支隊の兵員は約2万4千名、戦車は101両、砲は100門を超えていた。キーン支隊正面の北朝鮮軍は第6師団と第83モーターサイクル連隊で、兵員は7,500名、約36門の火砲と25両の戦車で支援されていた。両軍の兵力比は、人員が3対1、戦車と砲兵が5対1でキーン支隊が圧倒的に優位であった。8月のキーン支隊との戦闘によって4千から5千名の兵員と戦車13両の損害を受けたが、8月12日に鳳岩里の第5連隊を夜襲して砲兵大隊2個を壊滅させた。これにより鳳岩里渓谷は「血の渓谷」、「砲兵の墓場」とよばれるようになった。
国連軍の大反抗である仁川上陸作戦によりソウルが奪還されると、朝鮮半島南部に包囲された北朝鮮軍の多くで脱走と投降が発生し、大半が霧散し北朝鮮本土への帰還が果たせなかった。しかし第6師団は分散せず、むしろ他の部隊の分散した人員を吸収して兵力を拡大した。さらに占領地行政に送り込まれた文官8,000名を収容し、智異山に潜伏した後、10月末から11月初めにかけて山伝いに北朝鮮に撤収した。11月初旬に慈江道に到着し、ここで中国人民志願軍の先頭部隊と合流して後退を終えた。この功績により方虎山は中将に進級し新設の第5軍団長に抜擢されるとともに、朝鮮戦争全期間を通じて5人のみの英雄称号「二重英雄」と「国旗勲章第1級」を叙勲された。
1951年1月、第5軍団は正月攻勢に参加し、原州を奪取しようとしたが、国連軍の抵抗によって大損害を受けて横城の北方に撤退した。
1951年2月12日、原州を東に迂回して堤川に向かって攻撃したが、撃退され再び防御的な役割を引き受けた。2月27日から春川江回廊を頑強に防衛した。3月中旬になると洪川軸線に沿って後退した。
1951年4月下旬の攻勢に参加したが、限られた目標しか達成できなかった。
1951年5月、中朝軍の5月攻勢に参加し、縣里地域で韓国軍を包囲して1,200名の捕虜と多くの鹵獲品を得た。
1951年8月から9月まで、アメリカ軍第10軍団による夏季攻勢と秋季攻勢に対して頑強に抵抗した。コブ山に過ぎない4キロ平方メートルの山塊である983高地を奪取するのに、国連軍は3週間の期間と3,000名の損害、36万発の砲弾（概算100億円）を要した。ジェームズ・ヴァン・フリートはタロンズ（鳥獣の爪）作戦を構想していたが、死傷者名簿を見て中止した。続く931高地でも抵抗を受け、30日の日数と約2,000名の死傷者を出した。戦場となった983高地を血の稜線(Bloody Ridge)、931高地を断腸の稜線(Heartbreak Ridge)と呼んだ。しかし第5軍団もこの戦闘で消耗し、10月に中国人民志願軍第68軍と交代して部隊を再編成した。後に作戦案をめぐって金日成と対立し、中国人民解放軍の戦い方の採用を主張したため、軍団長を解任され、軍事学院院長に転任した。
1952年12月、西海岸指揮部副司令員。
1953年、金日成の名を冠した軍事大学が創設されると初代学長に任命。休戦後に朝鮮戦争の経験を軍事理論にしてそれを教えるよう指示を受けると、1951年5月の懸里戦闘に決め、教材の作成を作戦戦術学講座長の金東洙大佐に任せた。金東洙は作戦局長の兪成哲や当時指揮官だった金雄、方虎山、崔亞立などを訪ねて詳細な資料を入手して理論化に没頭し、教材として完成させた。この教材は総参謀部の審査、総参謀長金光侠と民族保衛相崔庸健の批准を得て正式に採用された。
1954年夏、軍事大学が集中検閲を受けると、懸里戦闘の教材について金日成の指導的役割について何も書かれていなかったことから、金東洙は党を追放され軍籍を外されて咸鏡北道の阿吾地鉱山に送られることになった。方虎山は、金東洙に対する仕打ちは不当だとして何度も抗議したが、決定は覆られなかった。金東洙が阿吾地に発つ前日に副学長や講座長ら数人で送別会を開いて金東洙を慰めた。このことはたちまち安全局によって上部に伝わり、党中央に直接呼び出された。ここで方虎山は、金東洙問題について含むところを陳述し、今の党の風潮は改めなければならないとし、金日成同志の方針にはついていけないと答えた。やがて学長を解任、軍籍を剥奪され、咸鏡南道端川郡の剣徳鉱山の後方部支配人に左遷された。退職する際、将校と兵士は自発的に宿舎に集まり、方虎山を守ろうとして離れなかった。
その後について呂政は、1955年夏に重工業会議出席のため平壌に来ていた方虎山を見かけて駆け寄ったという。やがて1959年に処刑されたとしている。金剛も朴一禹と共に極秘に処刑されたとしている。病気療養を名目に中国に逃亡したとも言われている。

## 人物
朝鮮戦争中の朝鮮人民軍で最も有能な指揮官の1人。
アメリカ情報部の情報資料ファイルによれば、とても静かで公正な人だった。指揮下の人々の面倒を見たため、彼らから大いに称賛され、尊敬された。中国語とロシア語を流暢に話した。
アメリカ極東軍情報部の資料によれば、人民軍における最高の軍団長、一流の戦略家であり、部下を最大限に活用する戦術家および司令官として評価されている。方はいつも部下の状態を気にかけていた。浸透、後方の攻撃、夜襲、奇襲といった中国の戦術に偏っている。白兵戦を好んだが、人海戦術のようなものは避けていた。
第6師団政治保衛部責任将校だった崔泰煥は、ソンビ型で武官より文官の匂いが多く漂う印象を受けた。
呂政は、祖国解放戦争の実質上の最高の英雄と評している。方虎山が指揮した第5軍団は、指揮官が一致団結し、将校と兵士の関係が実の兄弟のように結ばれていたという。軍団長の方虎山と共に軍事委員会を受け持った尹公欽と金剛、参謀長の沈靑、砲兵司令官の趙世傑、後方副司令官の朴民、軍事副司令官の李芳南、近衛第6師団長の洪林、安東第12師団長の崔亜立らは朝鮮独立同盟と朝鮮義勇軍の中堅メンバーであり、中下級指揮官と兵士のうちで中心をなしたのは国共内戦に参加した人々であった。第5軍団には、朝鮮人民軍に一般的な、堅苦しく、よそよそしく、体面だけ取り繕うような煩わしさがなく革命軍らしい同志愛に満ちていたという。